# Calliteara niveosparsa
Calliteara niveosparsa är en fjärilsart som beskrevs av Butler 1881. Calliteara niveosparsa ingår i släktet harfotsspinnare, och familjen tofsspinnare. Inga underarter finns listade i Catalogue of Life.